# Atriplex paludosa
Espèce
Classification APG III (2009)
Atriplex paludosa est un arbuste à feuillage persistant de la famille des Chenopodiaceae originaire d'Australie.

## Habitat
On le trouve dans le sud-ouest de l'Australie-Occidentale, en Australie-Méridionale, au Victoria et dans les régions côtières de Tasmanie.

## Description
Sa hauteur varie généralement de 40 cm à 1,6 mètre. Les fleurs sont jaunes ou vertes.